# ورنون رید
ورنون رید (انگلیسی: Vernon Reid؛ زادهٔ ۲۲ اوت ۱۹۵۸) یک موسیقی‌دان اهل ایالات متحده آمریکا است. وی از سال ۱۹۷۹ میلادی تاکنون مشغول فعالیت بوده‌است.